# Halina Łabonarska

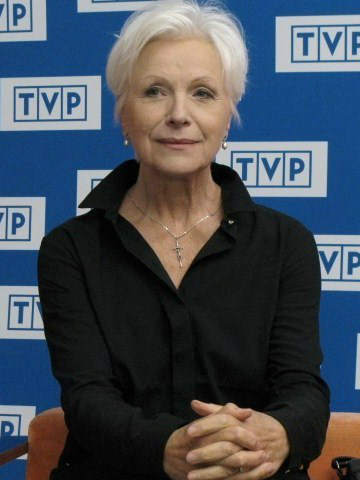
Halina Łabonarska (2018)

Halina Łabonarska (sinh ngày 15 tháng 8 năm 1947 tại Gdańsk) là một diễn viên người Ba Lan.

## Tiểu sử
Halina Łabonarska tốt nghiệp Trường Điện ảnh Quốc gia ở Łódź vào năm 1970. Bà chủ yếu diễn xuất tại các nhà hát ở Warsaw như: Nhà hát Dramatyczny (1980–1983, 1988–1989 và từ 2014), Nhà hát Ba Lan (1983–1988, 1989–2005), Nhà hát Ateneum (2005-2010). Ngoài sự nghiệp diễn xuất trên sân khấu, bà cũng là gương mặt quen thuộc trong hàng chục phim điện ảnh và phim truyền hình của Ba Lan.
Halina Łabonarska được trao tặng Huy chương Chữ thập vàng (Krzyż Zasługi - 2013) và Huy chương vàng Huy chương Công trạng về văn hóa - Gloria Artis (2017) vì những cống hiến lớn lao cho nghệ thuật và văn hóa Ba Lan.

## Thành tích nghệ thuật
Dưới đây liệt kê các phim điện ảnh và phim truyền hình có sự góp mặt của Halina Łabonarska:
- 1976: Trochę wielkiej miłości
- 1978: Aktorzy prowincjonalni _ Anka Malewska
- 1978: 07 zgłoś się
- 1978: ...Gdziekolwiek jesteś panie prezydencie...
- 1979: Podróż do Arabii _ Anna Rościszewska
- 1979: Kobieta i kobieta
- 1980: Bajki na dobranoc _ Magda
- 1981: Dziecinne pytania _ Jagoda
- 1981: Człowiek z żelaza
- 1982: Pensja pani Latter _ Klara Howard
- 1983: Wedle wyroków twoich...
- 1983: Synteza
- 1984: Umarłem, aby żyć
- 1984: Rok spokojnego słońca
- 1985: Jesienią o szczęściu
- 1986: ESD
- 1990: Europa, Europa
- 1997: Kroniki domowe _ Anielcia
- 2000: Przeprowadzki _ Klara Michalska
- 2002: Samo życie _ Izabela Jaworska
- 2003: Zaginiona _ Jadwiga Szulc
- 2004: Vinci _ Helena Antończyk
- 2005: Klinika samotnych serc _ Helena Strusiowa
- 2006: Na dobre i na złe _ Ewa Jakubik
- 2006: Kryminalni. Misja śląska _ Ewa Kubicz
- 2006: Kryminalni _ Ewa Kubicz
- 2006: Norymberga
- 2007: Regina _ Irena Popiel
- 2007: Odwróceni _Helena
- 2007: Hania
- 2007: Futro _ Halina Witkowska
- 2008: Tylko miłość _ Anna Sawicka
- 2009: Popiełuszko. Wolność jest w nas
- 2009–2012: Barwy szczęścia _ Zofia Filipska
- 2010: Joanna
- 2012: Prawo Agaty
- 2013: Na dobre i na złe _  Elżbieta
- 2016: Smoleńsk
- 2018: Korona królów _ Jadwiga Bolesławówna